# Eric Hagg
Eric Hagg (Peoria, 15 settembre 1989) è un giocatore di football americano statunitense che gioca nel ruolo di safety nella National Football League (NFL) e attualmente è free agent. Fu scelto nel corso del settimo giro (248º assoluto) del Draft NFL 2011 dai Browns. Al college ha giocato a football all'Università del Missouri.

## Carriera professionistica

### Cleveland Browns
Gachkar fu scelto dai Cleveland Browns nel corso del settimo giro del Draft 2011. Dopo essersi infortunato nel training camp disputò 10 partite nella sua stagione da rookie, mettendo a segno 11 tackle e 1 passaggio deviato. Nella settimana 1 della stagione 2012 contro i Philadelphia Eagles, Hagg disputò la sua prima gara come titolare, facendo registrare 2 tackle e un passaggio deviato. La sua seconda stagione si concluse con 12 presenze (4 come titolare) e 22 tackle. A fine anno fu svincolato dai Browns.

## Vittorie e premi
Nessuno

## Statistiche
| Partite totali      | 22  |
| Partite da titolare | 4   |
| Tackle              | 33  |
| Sack                | 0,0 |
| Intercetti          | 0   |

Statistiche aggiornate alla stagione 2012